# Smartsheet
Smartsheet は、ワークマネジメントを行うためのアプリケーション。提供形態はSaaS。Smartsheet Inc. (en)  によって開発および販売されている。
表形式のユーザインタフェースを使用ことにより、タスクの割り当て、プロジェクトの進捗状況の追跡、カレンダーの管理、文書の共有、およびその他の作業の管理を行うことができる。

## 参考
- Bryant, Adam (2014年12月27日). “Brent Frei of Smartsheet.com: A Good Excuse Doesn’t Fix a Problem”. The New York Times. 2022年11月26日閲覧。